# Władysław Anders

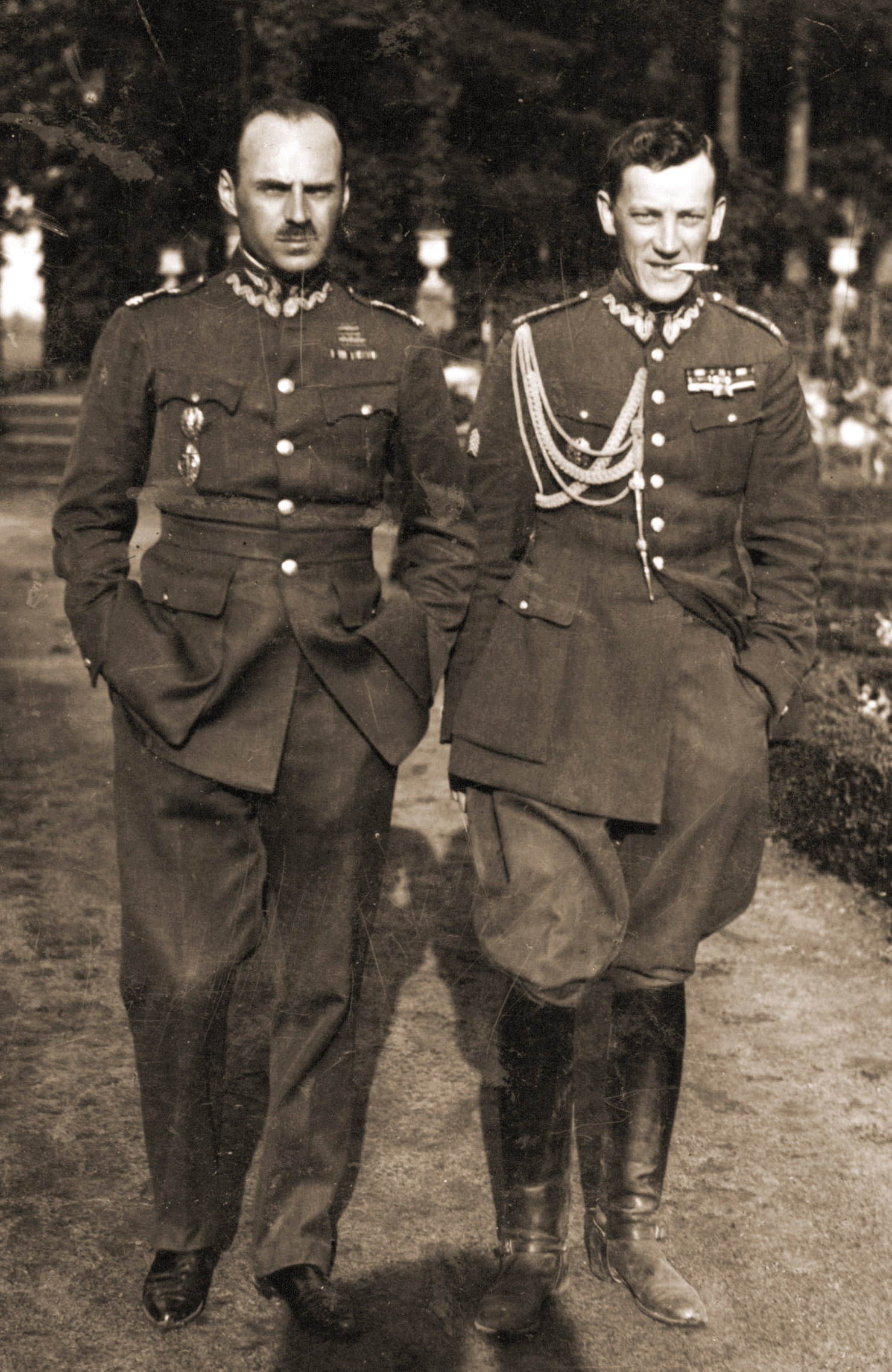
Władysław Anders i Gustaw Paszkiewicz 1926

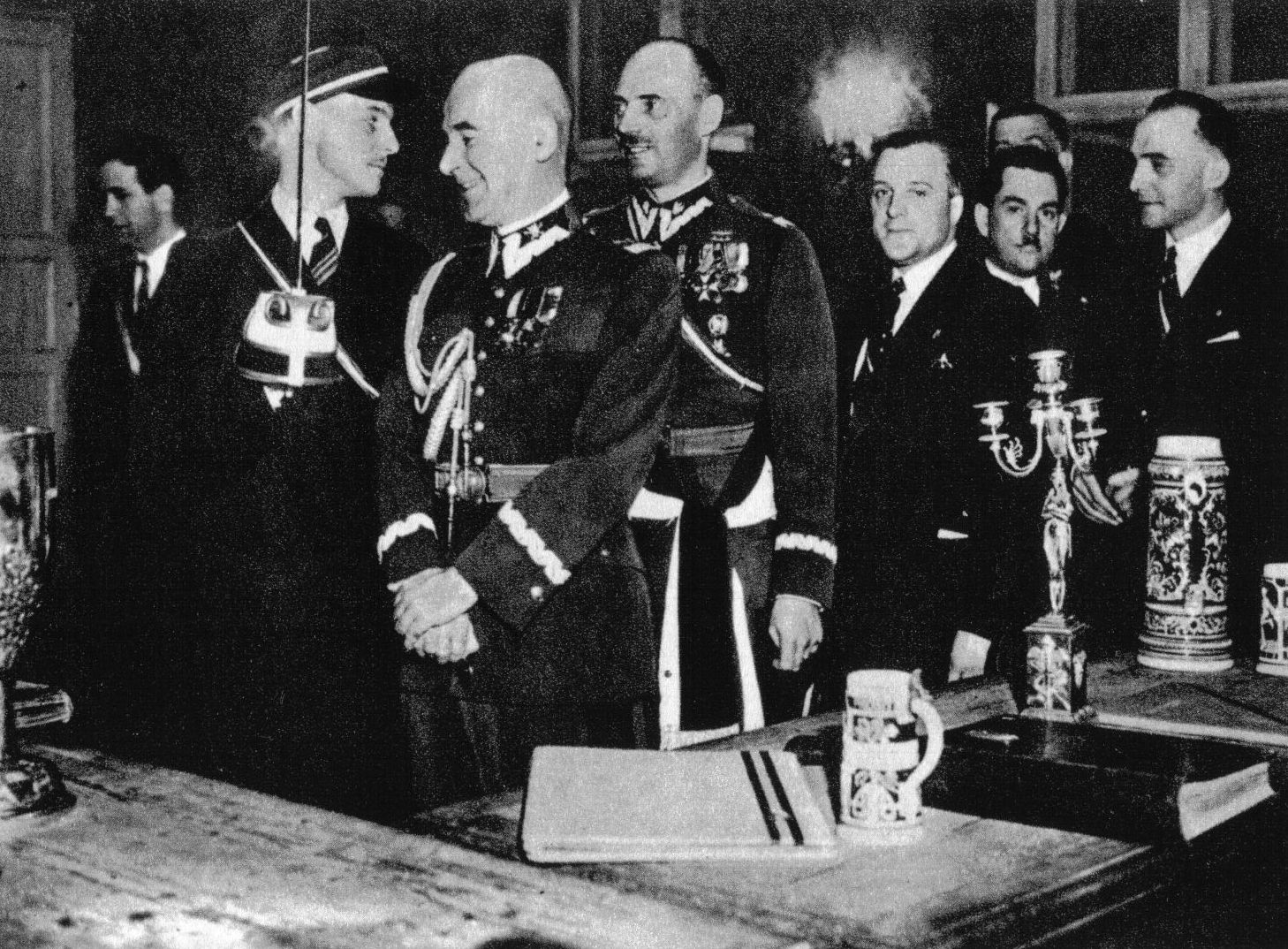
Edward Rydz-Śmigły na komersie korporacji studenckiej Arkonia w 1937. Za marszałkiem stoi gen. Władysław Anders

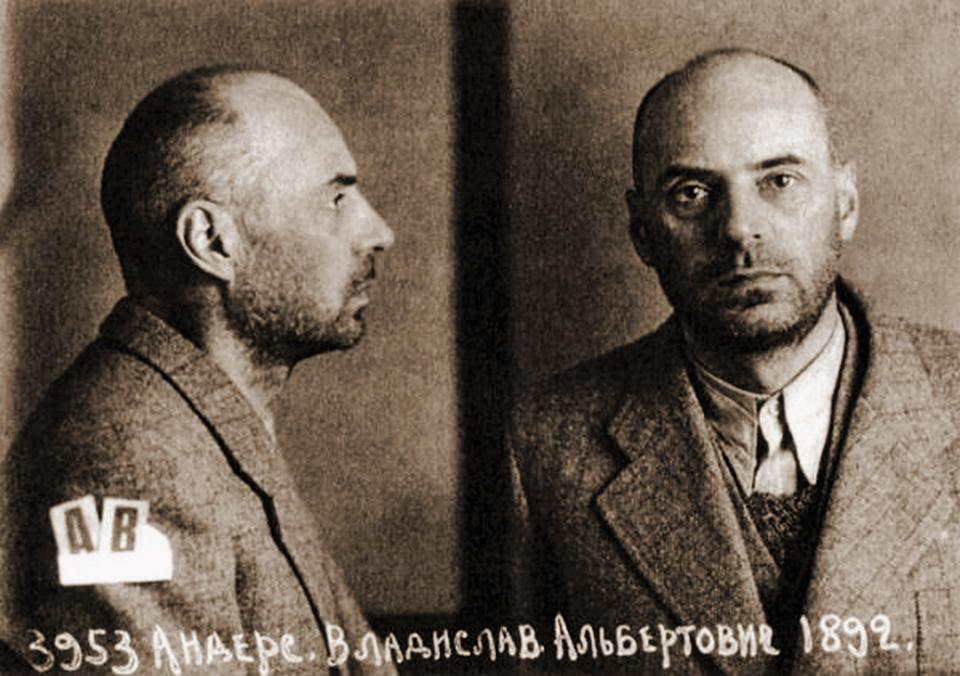
Władysław Anders po aresztowaniu przez NKWD 1940

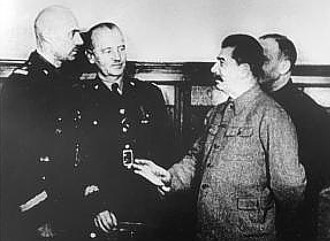
Władysław Anders i Władysław Sikorski podczas wizyty u Józefa Stalina (grudzień 1941)

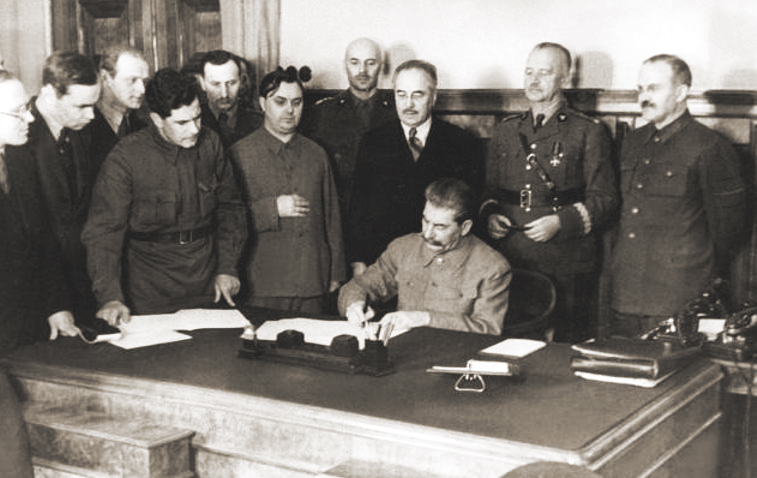
Podpisanie polsko-sowieckiej deklaracji politycznej 4 grudnia 1941. Podpisuje Józef Stalin. Widoczni od lewej: Gieorgij Malenkow, Władysław Anders, Stanisław Kot, Władysław Sikorski, Wiaczesław Mołotow

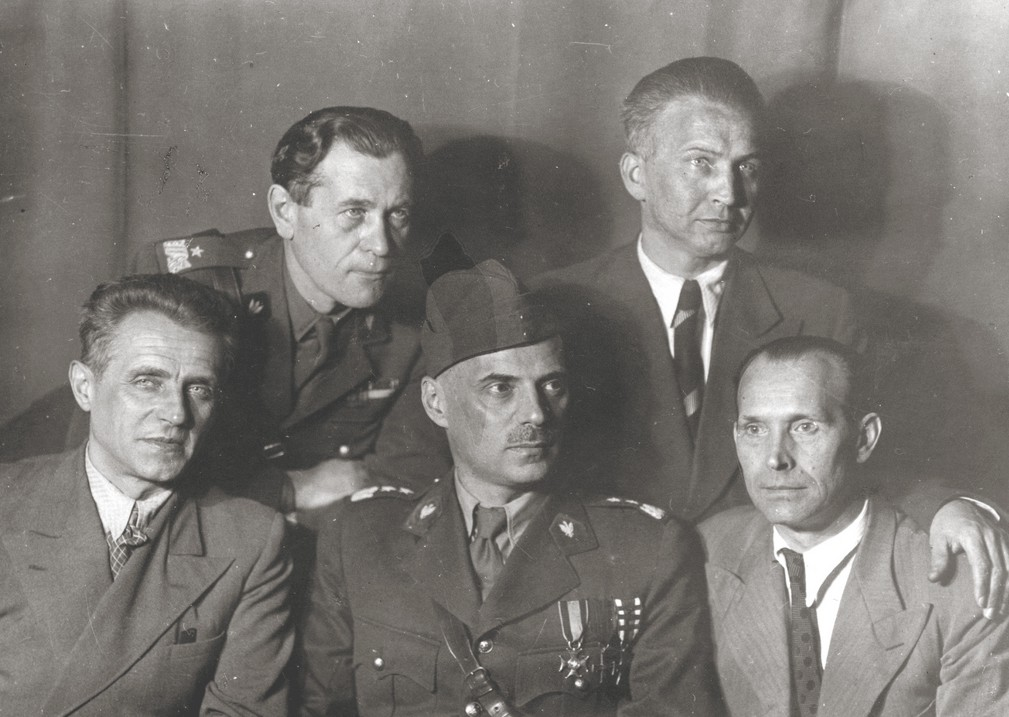
Generałowie: Michał Tokarzewski-Karaszewicz, Władysław Anders, Mieczysław Boruta-Spiechowicz (pierwszy rząd, od lewej), Zygmunt Bohusz-Szyszko, płk Leopold Okulicki (drugi rząd). Polskie Siły Zbrojne w ZSRR 1942

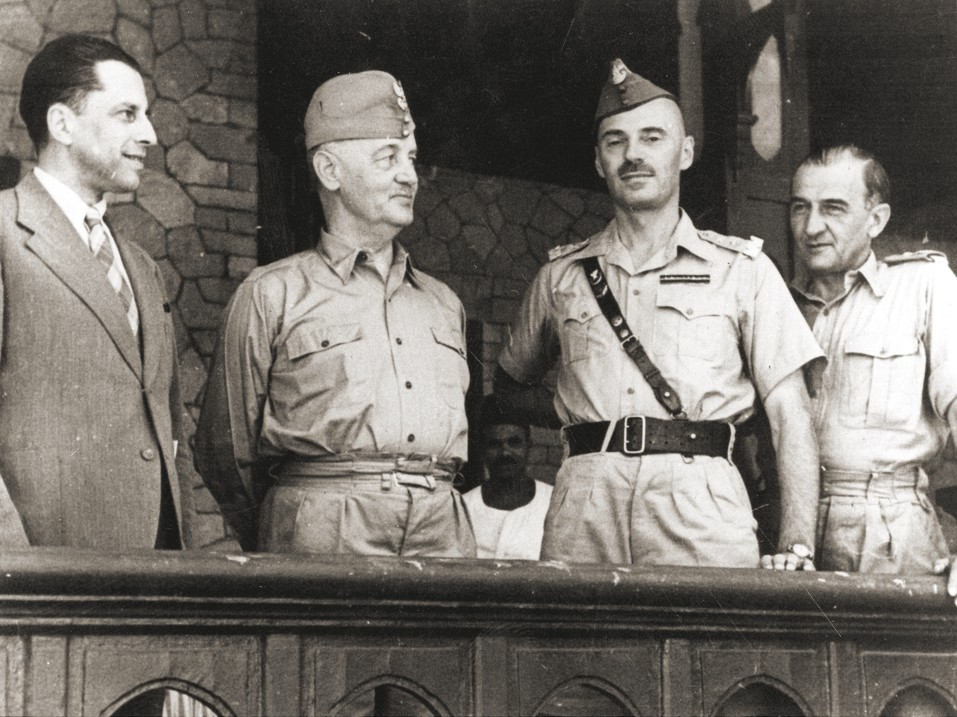
Tadeusz Romer, Władysław Sikorski, Władysław Anders i Tadeusz Klimecki podczas podróży inspekcyjnej Naczelnego Wodza na Bliskim Wschodzie 1943

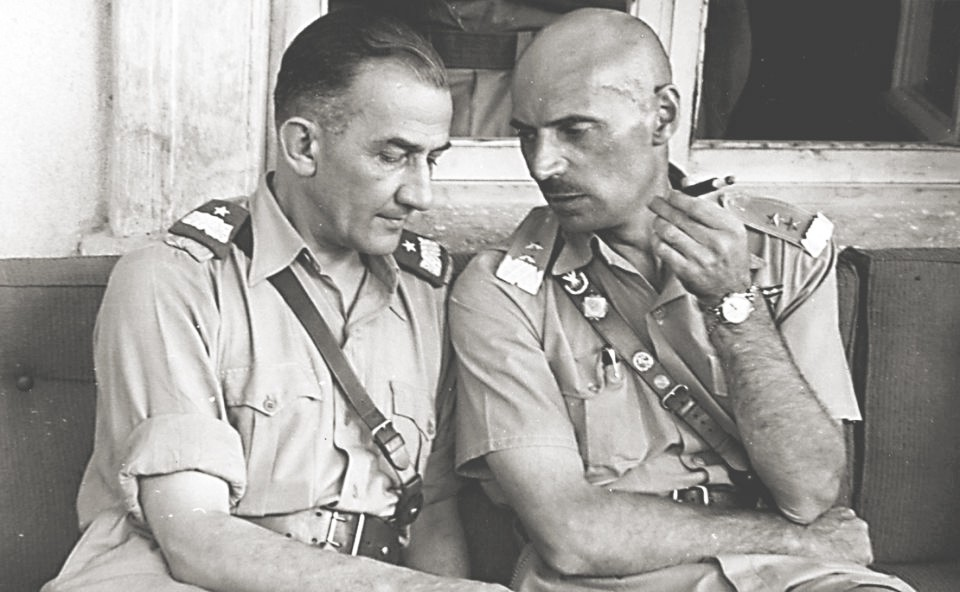
Tadeusz Klimecki i Władysław Anders 1943

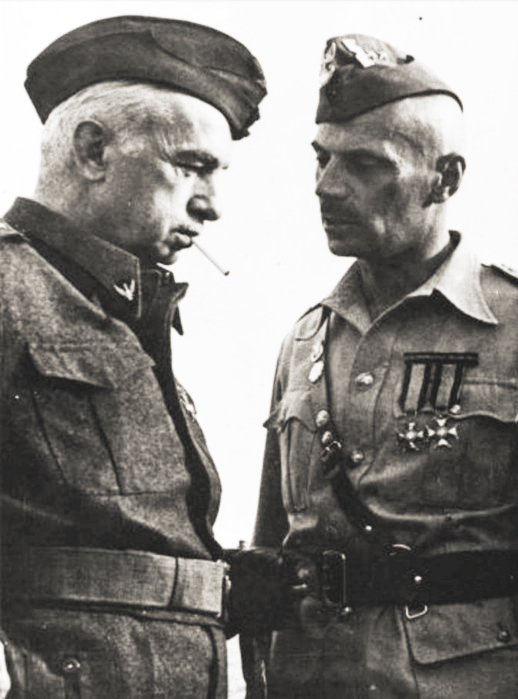
Władysław Anders i Kazimierz Sosnkowski 1944

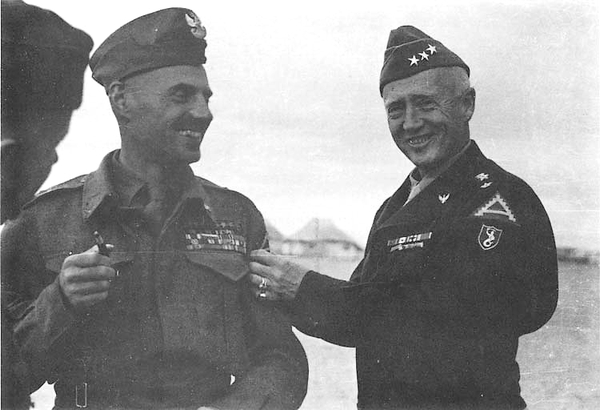
Władysław Anders i George Patton 1944

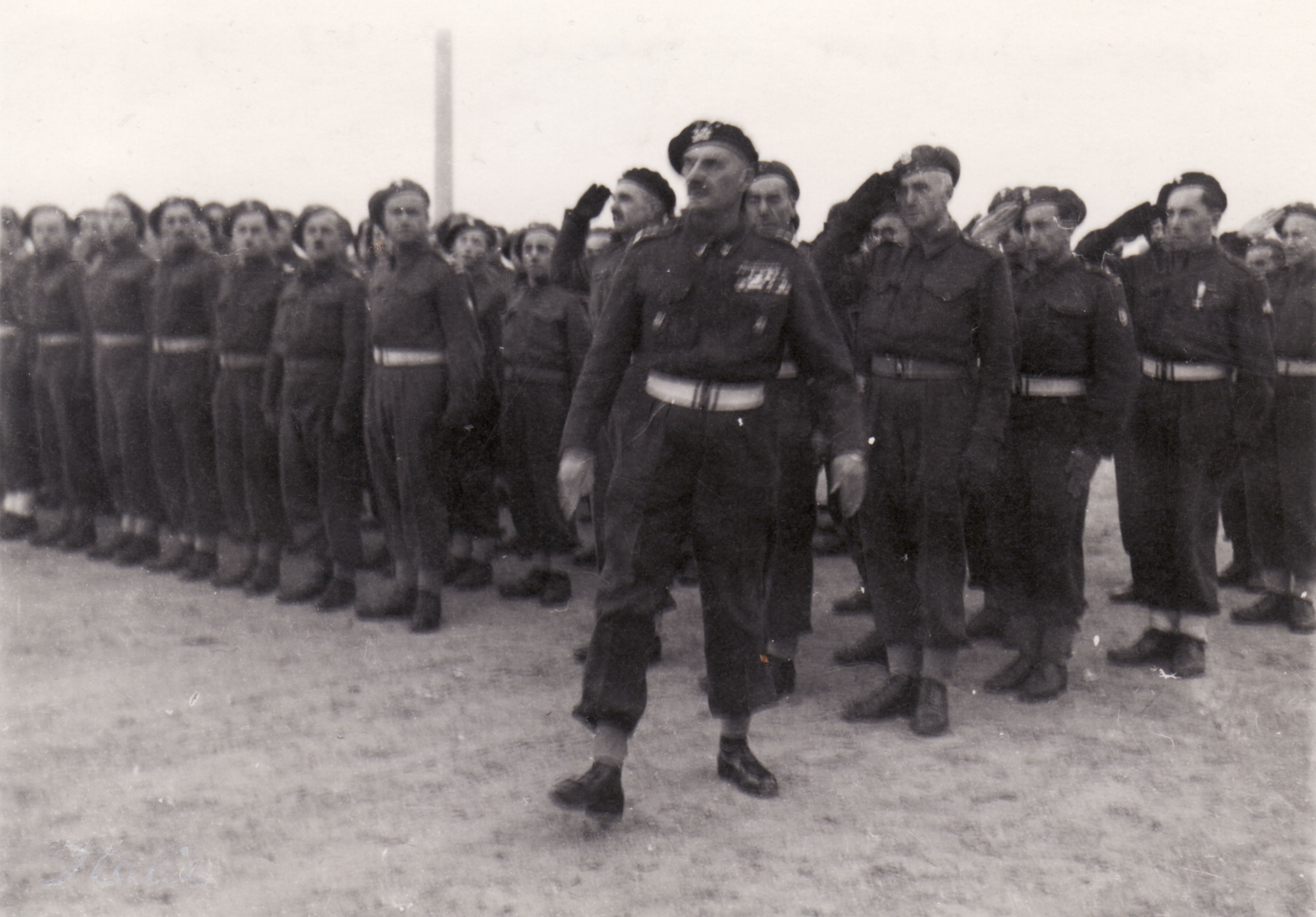
Władysław Anders podczas inspekcji Gimnazjum polskiego w Casarano we Włoszech, 2 czerwca 1946

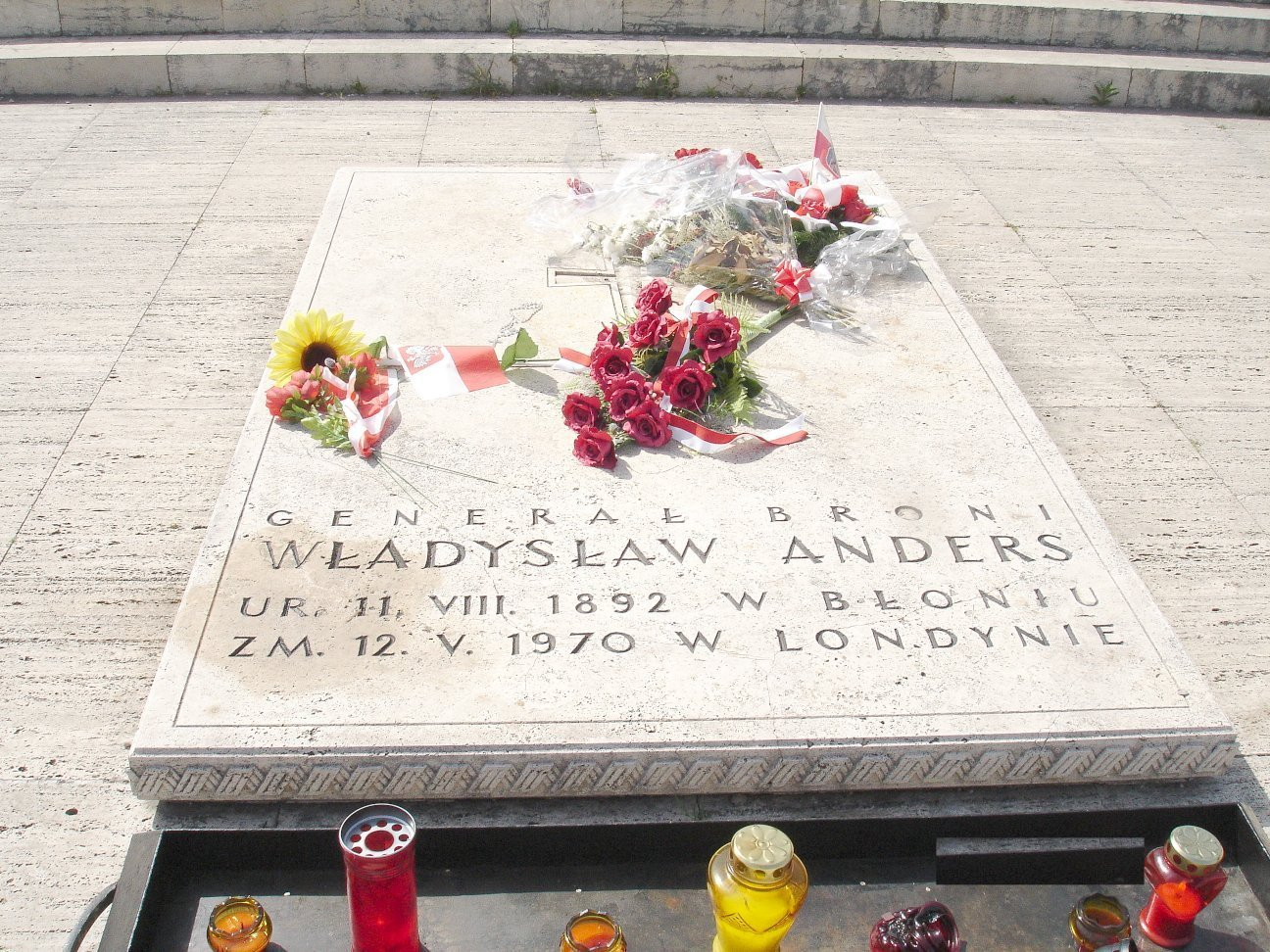
Płyta nagrobna pod Monte Cassino

Władysław Albert Anders (ur. 11 sierpnia 1892 w Błoniu, zm. 12 maja 1970 w Londynie) – polski wojskowy i polityk, generał dywizji Polskich Sił Zbrojnych, dowódca Armii Polskiej w ZSRR oraz 2 Korpusu Polskiego. Naczelny Wódz Polskich Sił Zbrojnych, następca prezydenta RP na uchodźstwie w latach 1950–1954, w 1954 mianowany przez władze emigracyjne generałem broni. Od 1954 członek Rady Trzech.

## Życiorys

### Lata I wojny światowej i II Rzeczypospolitej
Urodził się 11 sierpnia 1892 w rodzinie mieszczańskiej w majątku Błonie (obecnie na terenie Krośniewic), znajdującym się wówczas na  terytorium Królestwa Polskiego będącego częścią Imperium Rosyjskiego. Jego ojciec Albert (Fryderyk-Albert) Anders (1863–1942) pracował jako administrator majątków ziemskich. Matką była Elżbieta, z domu Tauchert (1868–1930). Oboje rodzice urodzili się w Boglewicach (obecnie powiat grójecki). Byli wyznania ewangelickiego. Rodzice ochrzcili Władysława w Kościele Ewangelicko-Augsburskim w Chodczu (obecnie powiat włocławski). Miał trzech braci, którzy jak on zostali zawodowymi żołnierzami Wojska Polskiego: Karola (1893–1971), Jerzego Edwarda (1896–1977) i Tadeusza Konstantego (1902–1995) oraz starszą siostrę Joannę (1891–1958). W 1901 jego ojciec przeniósł się z majątku Konstantego Rembielińskiego w Krośniewicach do Taurogów w guberni kowieńskiej na Litwie (w 1911 majorat kniazia Borisa Wasilczikowa) i po urodzeniu ostatniego z synów sprowadził tam w 1903 rodzinę.
W latach 1902–1910 Anders uczęszczał do Gimnazjum Realnego w Warszawie. 12 października 1910 zgłosił się do służby jako tzw. dobrowolny ochotnik (ros. вольноопределяющийся, Wolnoopriedielajuszczijsia). Szkoła średnia (w rosyjskiej armii nie wymagano matury), dobry stan zdrowia i zdany egzamin pozwalały skrócić służbę do roku, mieszkać poza koszarami (za własne pieniądze) i – po zdaniu egzaminu – awansować na chorążego (praporszczyka) rezerwy. Tak właśnie postąpił młody Anders, którego los rzucił do dowodzonego przez księcia Wasilija Dołgorukowa 3 Noworosyjskiego Pułku Dragonów Jej Cesarskiej Mości Wielkiej Księżny Heleny Władimirowny w Kownie. Studiował sześć semestrów na Politechnice w Rydze, wstępując w 1911 na Wydział Mechaniczny i w 1912 na Wydział Handlowy. W 1912 odbył trzymiesięczne ćwiczenia rezerwy w 19 Pułku Huzarów w Rydze. Podczas studiów (1911–1914) został członkiem Korporacji Akademickiej Arkonia. Był miłośnikiem kawalerii i koni, czego dowodem był udział w wielu międzynarodowych zawodach jeździeckich.
Anders był uczestnikiem I wojny światowej. Początkowo został przydzielony do służb aprowizacyjnych 2 Korpusu, ale 25 października 1914 na własną prośbę dzięki poparciu gen. Paula von Rennenkampfa przeszedł do macierzystego 3 Noworosyjskiego Pułku Dragonów w 4 Korpusie Kawaleryjskim. Jesienią 1914 otrzymał Order Świętego Włodzimierza IV klasy z Mieczami za walki na Suwalszczyźnie, a w listopadzie 1915 Order Świętego Jerzego IV klasy za nocny atak na tyły wroga w Kuchczach na Polesiu (ob. rejon zarzeczniański na Ukrainie). Szybko awansował, otrzymując 5 listopada 1915 stopień podporucznika, 3 lipca 1916 – porucznika, a 22 listopada 1916 – sztabsrotmistrza. Anders był dwa razy ranny: w głowę, w piętę oraz kontuzjowany w głowę, piersi i prawą nogę przez wybuch pocisku artyleryjskiego. W 1917 ukończył skrócony kurs Akademii Sztabu Generalnego w Petersburgu. Rewolucja lutowa i obalenie caratu zastały go w Rumunii, gdzie pełnił służbę jako szef sztabu 7 Dywizji Strzelców.
6 września 1917 dołączył do I Korpusu Polskiego gen. Józefa Dowbora-Muśnickiego i objął komendę nad 6 szwadronem 1 Pułku Ułanów. 1 października 1917 uzyskał formalne przeniesienie z 7 Dywizji Strzelców do I Korpusu. Przez kilka miesięcy pomagał w reorganizacji i uzupełnianiu jednostki. 24 lutego 1918, po uznaniu decyzji rosyjskiego Sztabu Głównego, dowódca I Korpusu gen. Józef Dowbor-Muśnicki mianował rotmistrza Andersa szefem sztabu 1 Dywizji Strzelców. Po kapitulacji korpusu przed Niemcami w maju–czerwcu 1918 Anders wstąpił do Wojska Polskiego. 12 listopada 1918 otrzymał przydział do Oddziału VI Sztabu Generalnego (informacyjnego), po czym w grudniu złożył wniosek o przeniesienie do 4 Pułku Ułanów. W styczniu 1919 na życzenie gen. Dowbora-Muśnickiego wyjechał do Poznania, gdzie w lutym został przez tego samego dowódcę mianowany szefem sztabu Armii Wielkopolskiej w powstaniu wielkopolskim. W kwietniu 1919 objął dowództwo nad 1 Pułkiem Ułanów Wielkopolskich i od sierpnia 1919 walczył na jego czele w ramach Frontu Litewsko-Białoruskiego przeciw bolszewikom, biorąc udział w zdobyciu 28 sierpnia Bobrujska i w dalszych działaniach zaczepnych. Po przemianowaniu formacji na 15 Pułk Ułanów Poznańskich w 1920 dowodził nią podczas wojny polsko-bolszewickiej w składzie Grupy Poleskiej gen. Władysława Sikorskiego i został ranny w bitwie pod Iwachnowiczami 29 lipca 1920, przekazując dowodzenie rtm. Leonowi Schmidtowi i powracając do służby 31 października tego roku.
W październiku 1921 rozpoczął studia na Wyższej Szkole Wojennej (fr. École superieure de guerre) w Paryżu, a następnie odbył staż liniowy we Francji. 1 lutego 1924 został przydzielony do 15 pułku z równoczesnym odkomenderowaniem do Biura Ścisłej Rady Wojennej w Warszawie. Z dniem 15 lipca tego roku został przydzielony do Generalnego Inspektora Kawalerii na stanowisko I oficera sztabu. Pod kierunkiem gen. Tadeusza Rozwadowskiego pogłębił znajomość kawalerii jako broni szybkiej. Szczególne uznanie gen. Rozwadowskiego zyskał po wielkich manewrach kawaleryjskich na Wołyniu w 1925. Od listopada 1925 był komendantem Warszawy.
Anders był członkiem Towarzystwa Hodowli Konia Arabskiego w Polsce. W latach 20. XX w. był członkiem władz Wojskowego Klubu Samochodowego i Motocyklowego. W czasie przewrotu majowego 1926 był szefem sztabu dowódcy obrony Warszawy, wyznaczonego przez władze legalne generała Tadeusza Rozwadowskiego.
13 października 1926 Prezydent RP Ignacy Mościcki mianował go dowódcą 2 Samodzielnej Brygady Kawalerii. Następnie był dowódcą Nowogródzkiej Brygady Kawalerii i jednocześnie dowódcą Garnizonu Baranowicze. W 1932 przewodził polskiej ekipie jeździeckiej, która podczas zawodów hippicznych o Puchar Narodów w Nicei zdobyła 4 pierwsze nagrody.
Pod koniec dwudziestolecia międzywojennego Anders bardzo krytycznie oceniał brak przygotowań Polski do wojny.

### Lata II wojny światowej
W kampanii wrześniowej 1939 roku generał Władysław Anders był dowódcą Nowogródzkiej Brygady Kawalerii wchodzącej w skład dowodzonej przez generała Emila Krukowicza-Przedrzymirskiego Armii „Modlin”. Pierwszym zadaniem wojennym Andersa było wysłanie pomocy dla batalionu piechoty pod Działdowem. 4 września Anders otrzymał rozkaz wycofania swoich żołnierzy pod Płock. Podczas tego odwrotu został ranny odłamkiem bomby. Po opatrzeniu rany brał udział w obronie Płocka, aż do otrzymania telefonicznego rozkazu opuszczenia miasta i udania się wraz ze swoim odziałem na prawy brzeg Wisły przez Puszczę Kampinoską. 8 września Nowogródzka Brygada Kawalerii wycofała się z Płocka wysadzając dwa tamtejsze mosty. Jednak już 9 września brygada otrzymała sprzeczny z poprzednim rozkaz powrotu. Sam Anders miał się natomiast udać do Rembertowa. 10 września Nowogródzka Brygada Kawalerii została  podporządkowana dowódcy Armii „Warszawa” generałowi Juliuszowi Rómmlowi, który wyznaczył jej obronę Wiązowny. 12 września Nowogródzka Brygada Kawalerii miała stać się trzonem nowo sformowanego związku Grupy Operacyjnej Kawalerii (GOKaw) pod dowództwem Andersa. Brak łączności z podległymi wojskami spowodował, że Anders, nie mogąc wezwać swoich żołnierzy, musiał powrócić do Puszczy Kampinoskiej, aby ich odnaleźć. Gdy generał przybył ponownie do Wiązowny, do GOKaw dołączono inne jednostki, m.in. Wołyńską Brygadę Kawalerii.
W tym samym czasie dowódca Armii „Poznań”, generał dywizji Tadeusz Kutrzeba, a także oficer łącznikowy Naczelnego Wodza przy Dowództwie Obrony Warszawy, podpułkownik Leopold Okulicki, apelowali do generała Rómmla o wysłanie Andersa i jego brygady kawalerii do udziału w Bitwie nad Bzurą, jednak ten odmówił.
Zgodnie z rozkazami Rómmla oddziały Andersa 13 września opuściły Warszawę. Stoczyły ciężkie walki przeciwko Niemcom w okolicach Mińska Mazowieckiego. Następnie Naczelny Wódz nakazał wysłanie Andersa w rejon Parczewa. Z nieznanych przyczyn generał Rómmel przekazał ten rozkaz dopiero po czterech dniach.
17 września Grupa Operacyjna Kawalerii generała Andersa przeszła pod rozkazy generała dywizji Stefana Dąba-Biernackiego. Anders widział się już z generałem parę dni wcześniej i zapamiętał go jako człowieka „przerażonego i zdegenerowanego”. GOKaw Andersa skierowała się w stronę Lublina. Stoczyła ciężkie walki z Niemcami w rejonie Tomaszowa Lubelskiego (w ramach drugiej bitwy tomaszowskiej). W tej ostatniej bitwie, po osiągnięciu poważnego sukcesu, jakim było zdobycie 22 września Krasnobrodu, przekroczyła rzekę Wieprz  i dotarła do Majdanu Sopockiego, skąd po krótkim odpoczynku udała się w kierunku Lwowa. Po drodze wzięła w niewolę niemieckich lotników z zestrzelonych samolotów, w tym jedną kobietę. Zdając sobie sprawę z tragizmu całej sytuacji, 24 września Anders podjął decyzję o przebiciu się na Węgry wraz z swoimi oddziałami. Liczył, że będą tam formowane siły zbrojne na uchodźstwie. 25 i 26 września Nowogródzka Brygada Kawalerii i resztki Kresowej Brygady Kawalerii stoczyły walkę o Broszki i Morańce z oddziałami niemieckiej 28 Dywizji piechoty. Andersowi udało się zawrzeć z dowództwem 28 Dywizji układ, na mocy którego którego obie strony zobowiązywały się do niepodejmowania ataków z własnej inicjatywy i wzajemnego przepuszczania oddziałów – polskich maszerujących na południe i niemieckich maszerujących na zachód. 27 września Nowogródzka Brygada Kawalerii stoczyła pierwsze walki z armią radziecką w Woli Sudkowskiej. Anders chciał prowadzić negocjacje z przedstawicielami armii radzieckiej, ale wysłany przez Andersa rotmistrz Stanisław Kuczyński został obrabowany i ledwo uszedł z życiem. Wobec zaciskającego się pierścienia niemiecko-sowieckiego Anders wydał rozkaz rozformowania Grupy Operacyjnej Kawalerii na mniejsze grupy, które miały przedostać się na Węgry pieszo w kilkuosobowych grupkach.
Grupa, którą dowodził Anders, została zaatakowana przez oddział żołnierzy radzieckich i partyzantów ukraińskich w okolicach wsi Łastówki. Generał Anders został ponownie ranny. Wiedząc, że będzie utrudniał marsz, wydał polecenie, żeby żołnierze zostawili go w lesie. Ci początkowo odmówili, ale po wystąpieniu u generała drugiego krwotoku rozdzielili się: dwóch zostało przy rannym, a trzech pozostałych przekroczyło granicę polsko-węgierską. Anders z towarzyszącymi mu żołnierzami skierował się do wsi Jasionka Steciowa, gdzie 30 września, po donosie jednego z mieszkańców, został  wzięty do niewoli sowieckiej.
Początkowo generała Andersa przewieziono do Starego Sambora. Ze względu na ciężki stan zdrowia umieszczono go w szpitalu w Stryju, a następnie 1 października w szpitalu przy ul. Kurkowej 33 we Lwowie. W grudniu 1939 odmówił przyjęcia instrukcji gen. Kazimierza Sosnkowskiego w sprawie powołania do życia ZWZ, przywiezionej z Paryża przez emisariusza Tomasza Jana Strowskiego. Po opuszczeniu szpitala był przetrzymywany w więzieniu Brygidki we Lwowie. 29 lutego 1940 funkcjonariusze NKWD wywieźli go do Moskwy i osadzili w centralnym więzieniu NKWD na Łubiance, a potem w więzieniu śledczym Butyrki. Na jesieni 1940 przeniesiono go z powrotem na Łubiankę, gdzie jego sytuacja polepszyła się (otrzymywał lepsze wyżywienie). Pod koniec listopada 1940 postanowił zeznawać (jego informacje niewiele znaczyły, ale później wyrzucał sobie, że się ugiął). Podczas 22-miesięcznego pobytu w więzieniu wielokrotnie go przesłuchiwano i bezskutecznie namawiano (jeszcze w lwowskim szpitalu) do wstąpienia do Armii Czerwonej.
4 sierpnia 1941 Anders został zwolniony z więzienia po wybuchu wojny niemiecko-sowieckiej i podpisaniu układu Sikorski-Majski. Wsiewołod Mierkułow uważał, że z Andersem jako byłym oficerem armii rosyjskiej rozprawić się nie będzie trudno. W tym czasie Anders był zdecydowanym zwolennikiem porozumienia między rządem RP na uchodźstwie a ZSRR (w liście do generała Sikorskiego pisał o akcji sprzeciwu kierowanej przez generała Sosnkowskiego: „Podobna akcja dziś graniczy bodaj ze zdradą”). 10 sierpnia 1941 otrzymał nominację na stanowisko dowódcy Armii Polskiej w ZSRR i został awansowany do stopnia generała dywizji ze starszeństwem z 11 sierpnia. W porozumieniu z władzami radzieckimi próbował przerzucać do okupowanego przez Niemców kraju podległych mu oficerów (np. ppłk. Józefa Spychalskiego i ppor. Antoniego Iglewskiego), co spowodowało stanowczy zakaz ze strony gen. Sikorskiego podejmowania przez Andersa jakichkolwiek działań zmierzających do nawiązania kontaktów z podziemiem w kraju i prób kierowania nim. Wobec postawy władz radzieckich, które zmniejszyły ilość racji żywnościowych dla Armii Polskiej niemal o dwie trzecie, Anders uważał, że należy szybko ewakuować żołnierzy polskich z ZSRR i postawił Naczelnego Wodza gen. Sikorskiego przed faktami dokonanymi. Ewakuację części oddziałów ustalił podczas bezpośredniej rozmowy ze Stalinem w marcu 1942 roku bez wiedzy Sikorskiego.
Między 24 marca a 3 kwietnia 1942, podczas pierwszej ewakuacji, 33 tys. wojskowych i 11 tys. cywilów (uratowanych z więzień i łagrów) przetransportowano pociągami z republik Azji Środkowej w ZSRR do portu w Krasnowodzku nad Morzem Kaspijskim, a następnie statkami do Iranu. Od 11 sierpnia do 1 września 1942, podczas drugiej ewakuacji, przetransportowano do Iranu 45 tys. wojskowych i 25,5 tys. cywilów. 12 września 1942 Anders został nominowany na dowódcę Armii Polskiej na Wschodzie. Stworzony przez niego 2 Korpus Polski, którego był dowódcą od 19 sierpnia 1943, w grudniu 1943 i styczniu 1944 został przetransportowany drogą morską z Bliskiego Wschodu do Włoch i w 1944 uczestniczył w kampanii włoskiej – jego najważniejszymi starciami były bitwa o Monte Cassino i bitwa o Ankonę.
W lutym 1943 Anders znalazł się w ostrym konflikcie z generałem Sikorskim w związku z prowadzoną przez niego polityką wobec ZSRR. Generał Sikorski napisał do niego „Ofiaruje mi Pan Generał rzetelne poparcie. Nie poparcia od Was oczekuję, ale pełnienia obowiązku żołnierskiego. Zwracam się więc do Generała z apelem, by odrzucił Pan wszystkich intrygantów od siebie i wojska. Intrygantów, którym się (…) zdawało, że mogą mnie obalić wraz z koncepcją jedności narodowej nawrócić do tak fatalnych dla Polski kombinacji przedwojennych”. Jako efekt tego listu Anders napisał list do prezydenta Raczkiewicza opowiadając się za odwołaniem Sikorskiego przez prezydenta rządu i określając go następująco: „Mówi o powstaniu w Polsce! Po to, żeby Niemcy mieli pretekst do represji, mówi o współpracy z Sowietami! […] Dzisiaj z całym zaufaniem, miłością patrzymy na Ciebie i wierzymy, że znajdziesz należyte dla sprawy polskiej rozwiązanie […] Jest ogólne mniemanie, że dla sprawy polskiej rząd powinien z trzaskiem ustąpić i ułatwić przez to pracę ludziom nowym”. W połowie roku starał się załagodzić relacje z Naczelnym Wodzem pisząc m.in. do Sikorskiego, że wszelkie informacje o spiskach przeciwko niemu to kłamstwo, a Naczelnemu Wodzowi podczas zapowiadanej wizytacji na Bliskim Wschodzie w oddziałach dowodzonych przez Andersa „włos z głowy nie spadnie”.
Andersa oskarżano o udział w domniemanym zamachu na gen. Sikorskiego na Gibraltarze (m.in. wdowa po gen. Sikorskim Helena Sikorska, zastępca dowódcy 1. Korpusu Polskiego gen. Gustaw Paszkiewicz i były adiutant – rotmistrz Jerzy Klimkowski). Po śmierci Sikorskiego Anders był kandydatem sił antypiłsudczykowskich na Naczelnego Wodza. W czasie kryzysu politycznego po śmierci gen. Sikorskiego sprzeciwił się planom powołania na stanowisko premiera Stanisława Mikołajczyka. W liście do prezydenta Raczkiewicza stwierdził: „Wierzymy (…), że nastąpi nareszcie rozdział dowodzenia wojskiem od kierownictwa polityką (…). Melduję jednocześnie, że aż do zdecydowania tego inaczej przez Pana Prezydenta będę wykonywał wyłącznie jego rozkazy”. Oświadczenie to wzbudziło ostrą reakcję Ministra Obrony Narodowej gen. Mariana Kukiela, który napisał do prezydenta Raczkiewicza, by ten zwrócił uwagę Andersowi „na niedopuszczalność wkraczania w atrybucje Głowy Państwa, wyłamywanie się z ram hierarchii państwowej i subordynacji wojskowej i zakłócanie powszechnej żałoby w tak ciężkiej chwili”. W „Orle Białym”, piśmie Armii Polskiej na Wschodzie, którą dowodził Anders, nie zamieszczono żadnych informacji biograficznych o nowym premierze Mikołajczyku ani żadnych informacji dotyczących śmierci Naczelnego Wodza gen. Sikorskiego. Wzbudziło to wzburzenie Ministra Obrony Narodowej gen. Kukiela, który w piśmie do nowego Naczelnego Wodza gen. Kazimierza Sosnkowskiego prosił „by zechciał powściągnąć te wyskoki politycznego wojskowego organu prasowego przez odpowiednie pouczenie Dowódcy Armii”. Do apogeum konfliktu doszło 13 lipca 1944, kiedy to Rada Ministrów uchwaliła jednogłośnie wniosek do Prezydenta, w którym stwierdzano: „Wobec powtarzających się coraz częściej wystąpień politycznych dowództwa Armii Polskiej we Włoszech, jaskrawie szkodliwych dla interesów Państwa Rada Ministrów zwraca się do Pana Prezydenta RP o spowodowanie Naczelnego Wodza do niezwłocznego zbadania wszystkich zarzutów podniesionych przeciwko generałowi Andersowi i wyciągnięcie wszystkich konsekwencji oraz do natychmiastowego zahamowania akcji politycznej dowództwa Armii Polskiej we Włoszech”. Podczas tego posiedzenia Rządu jego członek Jan Kwapiński domagał się odwołania gen. Andersa ze stanowiska i postawienia go przed sądem.
24 marca 1944 dowódca brytyjskiej 8 Armii gen. Oliver Leese zaproponował dowódcy 2 Korpusu Polskiego zdobywanie Monte Cassino. Dał mu tylko dziesięć minut. Po krótkim zastanowieniu gen. Anders, bez konsultacji z polskimi władzami wojskowymi (co spowodowało gniewną reakcję Naczelnego Wodza gen. Sosnkowskiego – przeciwnika frontalnego ataku na umocnienia niemieckie) przyjął propozycję. 18 maja 1944 2 Korpus Polski, dowodzony przez generała Andersa, zdobył Monte Cassino.
Anders był zdecydowanym przeciwnikiem wywołania powstania w Warszawie w sierpniu 1944. 2 sierpnia szef sztabu Naczelnego Wodza – generał Stanisław Kopański zwrócił się do Andersa z propozycją, aby w II Korpusie przygotowano zmniejszoną kompanię komandosów w celu zrzucenia jej do walki o Warszawę. 2 dni później Anders odmówił spełnienia tej propozycji, motywując to brakiem odpowiednich ludzi. Napisał: „Osobiście uważam decyzję Armii Krajowej za nieszczęście”, jednak w swoich wspomnieniach pt. Bez ostatniego rozdziału, stwierdził, że mówił o decyzji dowódcy Armii Krajowej, gdyż w ten sposób ogłoszono zarządzenie powstania, „a nie wchodziłem w rolę innych czynników w tej sprawie, tym bardziej że nie mogłem w ogóle znać ich wówczas szczegółowo”. 23 sierpnia 1944 roku w liście skierowanym do generała Kukiela Anders pisał: „Żołnierze nie rozumieją celowości powstania w Warszawie. Nikt nie miał u nas złudzeń, żeby bolszewicy pomimo ciągłych zapowiedzi pomogli stolicy. W warunkach tych stolica, pomimo bezprzykładnych w historii bohaterstw, z góry jest skazana na zagładę. Wywołanie powstania uważamy za ciężką zbrodnię i pytamy się, kto ponosi za to odpowiedzialność”. 31 sierpnia stwierdził: „Wywołanie powstania w Warszawie w obecnej chwili było nie tylko głupotą, ale wyraźną zbrodnią”, dodał jednak w liście: „wszystkie nasze boje od Monte Cassino przez Ankonę do Linii Gotów wydają się nam małe wobec walki w stolicy”. Już po powstaniu 25 maja 1945 Anders w rozmowie z prezydentem Raczkiewiczem i premierem Tomaszem Arciszewskim powiedział „Jestem na kolanach przed walczącą Warszawą, jednak sam fakt powstania w Warszawie uważam za zbrodnię. Dziś oczywiście nie jest jeszcze czas na wyjaśnienie tej sprawy, ale generał Komorowski i szereg innych osób stanie na pewno przed sądem za tak straszliwie lekkomyślne i niepotrzebne ofiary”.
Natomiast w książce Janusza Kazimierza Zawodnego Władysław Anders powiedział o powstaniu warszawskim: „Powstanie było kulminacyjnym punktem, tu był bastion polskości, cały świat powinien dostrzec naszą wolę. To było przed Jałtą”.
Według własnych wspomnień Anders podczas rozmowy z Churchillem w sierpniu 1944 stwierdził: „My w Warszawie mamy nasze żony, dzieci, ale wolelibyśmy, by raczej zginęły, aniżeliby miały żyć pod bolszewikami”.
Anders ostro skrytykował ustalenia konferencji w Jałcie.
Wobec wzięcia do niewoli gen. Tadeusza Bora-Komorowskiego od 26 lutego do 27 maja 1945 pełnił obowiązki Naczelnego Wodza.

### Lata powojenne
Po zakończeniu II wojny światowej Anders pozostał na emigracji, czynnie uczestnicząc w działaniach politycznych polskiego wychodźstwa. Prezydent RP Władysław Raczkiewicz mianował go Generalnym Inspektorem Sił Zbrojnych i Naczelnym Wodzem według różnych źródeł 26 września 1946 lub 8 listopada 1946.
Oddziaływanie Andersa na kraj było postrzegane niejednoznacznie. W maju 1946 roku na kongresie polskich Żydów w Paryżu, zwołanym pod patronatem Światowej Federacji Żydów Polskich, jej prezydent Józef Tenenbaum stwierdził: „Głównym winowajcą mordów na Żydach w Polsce jest generał Anders”; to on „wysyła emisariuszy do Polski, aby wszczynali oni niepokoje przeciwko demokratycznemu rządowi, jednocześnie zachęcali do krwawych mordów przeciwko ostatnim ocalałym Żydom”. Na kongresie opozycyjnego Polskiego Stronnictwa Ludowego w 1946 roku jego przywódca Stanisław Mikołajczyk stwierdził, że Anders jest „moralnym sprawcą śmierci generała Sikorskiego”.
26 września 1946 Tymczasowy Rząd Jedności Narodowej, na podstawie ustawy z 1920 o obywatelstwie Państwa Polskiego, pozbawił Andersa obywatelstwa polskiego i stopnia generała w związku z „przyjęciem bez zgody właściwych władz polskich, urzędu publicznego w państwie obcym, a to podejmując się funkcji współorganizowania Polskiego Korpusu Przysposobienia i Rozmieszczeń, będącego formacją paramilitarną stanowiącą część armii brytyjskiej”. Na posiedzeniu TRJN po przedstawieniu listy 75 oficerów, którzy mieli być pozbawieni obywatelstwa, głos zabrał ówczesny wicepremier Stanisław Mikołajczyk, zwracając uwagę, że na liście nie ma gen. Andersa. „Tak się złożyło, że główny winowajca nie będzie objęty uchwałą, a inni dobrzy żołnierze poniosą konsekwencje” – powiedział Mikołajczyk. Uwaga Mikołajczyka została przyjęta w odrębnej uchwale. W 1971 Rada Ministrów, na czele której stał premier Jaroszewicz, uchyliła decyzję TRJN, ale uchwała w tej sprawie nie została opublikowana. 28 lutego 1989 przewodniczący Patriotycznego Ruchu Odrodzenia Narodowego Jan Dobraczyński zwrócił się, w związku ze zbliżającą się 50. rocznicą wybuchu II wojny światowej, do Przewodniczącego Rady Państwa Wojciecha Jaruzelskiego o przywrócenie obywatelstwa polskiego Andersowi. 15 marca 1989 rząd PRL premiera Mieczysława Rakowskiego uchylił uchwałę pozbawiającą Andersa obywatelstwa.
Być może osobista interwencja Andersa u aliantów uchroniła przed deportacją do ZSRR ukraińskich żołnierzy 14 Dywizji Grenadierów SS, obywateli polskich, internowanych we Włoszech po zakończeniu wojny.
16 maja 1954 Anders został mianowany przez prezydenta RP na uchodźstwie Augusta Zaleskiego generałem broni. 4 sierpnia 1954 Anders wręczył Zaleskiemu list, w którym między innymi stwierdził, że „(…) po głębokim rozważeniu wytworzonej sytuacji, stwierdzam, że nie może Pan wykonywać obowiązków Prezydenta Rzeczypospolitej i – zgodnie z nakazem sumienia – oświadczam, że przestałem uważać Pana jako Prezydenta Rzeczypospolitej i Zwierzchnika Sił Zbrojnych. Oświadczenie niniejsze przekazuję do opublikowania w dniu jutrzejszym”. Tego samego dnia Prezydent Zaleski zwolnił go z zajmowanych stanowisk i przeniósł w stan spoczynku. W liście skierowanym tego samego dnia Prezydent RP Zaleski napisał: „przykro mi, że tak zasłużony żołnierz splamił się w obliczu pokoleń potomnych buntem wobec swoich legalnych władz, uzurpując sobie prawa, które tak z obowiązujących przepisów prawnych, jak i dobrych obyczajów politycznych do niego nie należą”. Anders wszedł do Rady Trzech (uzyskując w niej dominującą pozycję), która chciała obalić prezydenta Zaleskiego. Zaleski zwolnił gen. Andersa z funkcji Generalnego Inspektora Sił Zbrojnych. Postępowanie Andersa ostro krytykowali m.in. ówczesny premier na uchodźstwie Stanisław Mackiewicz i redaktor Jerzy Giedroyc.
Od 14 października 1949 do śmierci Anders był przewodniczącym Głównej Komisji Skarbu Narodowego, choć w związku ze sporem z prezydentem na uchodźstwie Augustem Zaleskim Anders podporządkował Komisję Skarbu Radzie Trzech, na co Zaleski zareagował rozwiązaniem „starej” komisji i powołaniem nowej, w związku z czym istniały de facto dwie Komisje.
Anders uczestniczył w kampanii na rzecz uwolnienia Polaków przebywających w łagrach. W 1956 poprowadził w Londynie marsz 20 tysięcy polskich emigrantów. W 1963 roku wdowa po gen. Sikorskim wysłała publiczny list do Andersa, żądając, by nie pojawiał się on na uroczystościach ku czci jej męża. W liście do gen. Kukiela, odnosząc się do tego gestu, stwierdziła odnośnie do Andersa: „(…) jawnym i zorganizowanym buntem wraz ze swą kliką dążył do zabójstwa swego Naczelnego Wodza. (…) Ten człowiek, którego mój śp. Mąż przywrócił do życia, był przecież główną przyczyną śmierci Jego, mojej śp. Córki i tylu wartościowych osób”.
Do końca życia pozostał na emigracji. Ostatni dzień życia generał spędził u swoich znajomych, w domu płk. dypl. Kamila Czarneckiego i jego żony Ireny (przed laty generał wspierał edukację wojskową braci Kamila i Mariana Czarneckich po śmierci ich ojca Janusza, którego był przyjacielem). Zmarł dokładnie w 26. rocznicę bitwy pod Monte Cassino oraz w 50. urodziny swojej żony. Zgodnie ze swoją wolą gen. Anders został pochowany wśród swoich żołnierzy na Polskim Cmentarzu Wojennym na Monte Cassino, we Włoszech.

## Życie prywatne
Był dwukrotnie żonaty. Z pierwszego związku z Ireną Marią, z domu Jordan-Krąkowską, primo voto Prószyńską (1894–1981), w 1919 urodziła się córka Anna (Anna Nowakowska, primo voto Romanowska) (zm. 2006), autorka wydanych pośmiertnie wspomnień Mój Ojciec generał Anders, oraz syn Jerzy (1927–1983).
Pasierb generała, Maciej Prószyński, poległ jako podporucznik 15 Pułku Ułanów Poznańskich 8 września 1939 pod Młogoszynem,  gdy próbował wynieść z pola bitwy ciało poległego kolegi. Odznaczony został Orderem Virtuti Militari V kl.
Podczas pobytu na Bliskim Wschodzie Anders związał się z aktorką Ireną Borucką (Iriną Jarosewycz, pseudonim Renata Bogdańska), ówczesną żoną Gwidona Boruckiego. Kiedy do Włoch przybyli z Polski żona, syn i wnuczka, Anders zdecydował się pozostać z Ireną Borucką. Ożenił się z nią w 1948, po tym, gdy oboje otrzymali rozwody. Z drugą żoną – Ireną Anders – miał córkę Annę Marię (ur. 1950). Po śmierci druga żona, Irena Anders, została pochowana obok generała na cmentarzu pod Monte Cassino.

## Dokonania

### Awanse
- chorąży rezerwy (ros. Пра́порщик, praporszczyk) jazdy carskiej uzyskany w wyniku zdanego egzaminu w 1911[103];
- kornet kawalerii rosyjskiej (ros. корне́т, odpowiednik podporucznika) – stopień nadany w 1915[103];
- rotmistrz kawalerii rosyjskiej (ros. ро́тмистр) – stopień nadany w 1916[103];
- podpułkownik – 23 maja 1919 mianowany przez Komisariat Naczelnej Rady Ludowej[104];
- major – 15 lipca 1920 zatwierdzony przez Naczelnego Wodza 1 kwietnia 1920[105];
- podpułkownik – 15 lipca 1920 otrzymał zezwolenie Ministerstwa Spraw Wojskowych na używanie tytułu podpułkownika, rok później został zweryfikowany jako rzeczywisty podpułkownik ze starszeństwem z 1 czerwca 1919;
- pułkownik – 1 grudnia 1924 ze starszeństwem z 15 sierpnia 1924 i 2. lokatą w korpusie oficerów kawalerii[106];
- generał brygady – 1 stycznia 1934;
- generał dywizji – 11 sierpnia 1941;
- generał broni – 16 maja 1954, mianowany przez władze RP na uchodźstwie.

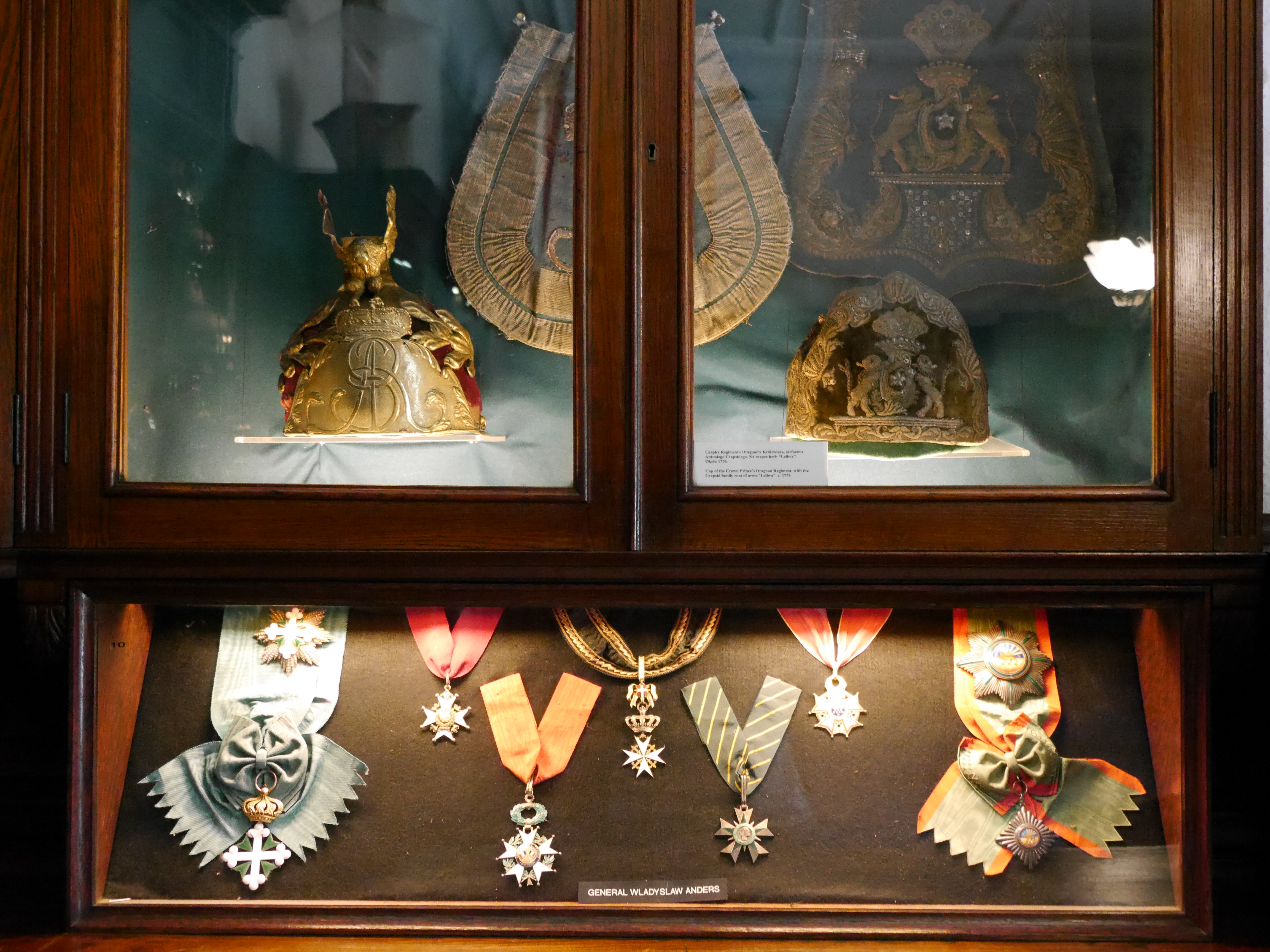
U dołu odznaczenia gen. Andersa w Instytucie Polskim i Muzeum im. gen. Sikorskiego w Londynie

### Ordery i odznaczenia
- Order Orła Białego (pośmiertnie, 11 listopada 1995)[107]
- Krzyż Komandorski Orderu Wojennego Virtuti Militari nr 21 (1945)[108]
- Krzyż Kawalerski Orderu Wojennego Virtuti Militari nr 4 (1944)[109][110]
- Krzyż Złoty Orderu Wojennego Virtuti Militari nr 19 (1944)[109]
- Krzyż Srebrny Orderu Wojskowego Virtuti Militari nr 2953 (1921)[109][111]
- Krzyż Komandorski Orderu Odrodzenia Polski (10 listopada 1938)[112]
- Krzyż Oficerski Orderu Odrodzenia Polski (7 listopada 1925)[113][114]
- Krzyż Niepodległości (29 grudnia 1933)[115][116]
- Krzyż Walecznych (1918–1921 – czterokrotnie: po raz 2, 3 i 4 w 1921)[117][118][119]
- Krzyż Walecznych (1939–1945 – czterokrotnie)[117][118]
- Złoty Krzyż Zasługi z Mieczami (czterokrotnie)[117][118]
- Medal Wojska (czterokrotnie)[117][118]
- Medal Pamiątkowy za Wojnę 1918–1921[117][118]
- Medal Dziesięciolecia Odzyskanej Niepodległości[117][118]
- Srebrny Medal za Długoletnią Służbę[117][118]
- Brązowy Medal za Długoletnią Służbę[117][118]
- Krzyż Armii Krajowej[117][118]
- Krzyż Pamiątkowy Monte Cassino[117][118]
- Odznaka za Rany i Kontuzje (ośmiokrotnie ranny)[120]
- Gwiazda Wytrwałości (1984)[121]
- Państwowa Odznaka Sportowa[122]
- Cesarski Order Lwa i Słońca „Homayeun” I klasy (Persja)[123][118]
- Kawaler Krzyża Wielkiego Orderu Świętych Maurycego i Łazarza (Włochy)[123][118]
- Krzyż Komandorski Orderu Łaźni (Wielka Brytania)[117][118]
- Komandor Legii Zasługi (USA, 20 sierpnia 1944)[117][118]
- Komandor Orderu św. Sawy (Jugosławia, 1926)[124][123]
- Komandor Orderu Legii Honorowej (Francja)[123][118]
- Oficer Orderu Lwa Białego (Czechosłowacja, 1925)[125][123][118]
- Kawaler Orderu Legii Honorowej (Francja, zezwolenie Naczelnika Państwa w 1921)[126]
- Krzyż Wojenny 1939–1945 z brązową palmą (Francja)[123][118]
- Krzyż Wojenny za Męstwo Wojskowe (Włochy)[123][118]
- Order Lafayette'a (USA)[117][118]
- Gwiazda Italii (Wielka Brytania)[117][118]
- Gwiazda za Wojnę 1939–1945 (Wielka Brytania)[118]
- Medal Obrony (Wielka Brytania)[118]
- Medal Wojny 1939–1945 (Wielka Brytania)[117][118]
- Krzyż Wielki Magistralny Orderu Maltańskiego (SMOM, 1944)[123][127]
- Medal „Defensor Civitatis” (wyróżnieniem uhonorował generała osobiście papież Pius XII)[128]
- Medal Zwycięstwa (Médialle Interallié)[123][118]
- Order Świętego Jerzego IV klasy (Imperium Rosyjskie, 1915)[123][103]
- Order Świętego Włodzimierza IV klasy z Mieczami (Imperium Rosyjskie)[123][118]
- Order Świętej Anny II, III i IV klasy (Rosja, 1918)[123][103]
- Order św. Stanisława II i III klasy (Rosja, 1918)[123][103]

## Dzieła
Anders opublikował wspomnienia z lat 1939–1946 pod tytułem Bez ostatniego rozdziału (I wydanie Londyn 1949, II wydanie Londyn 1950, Londyn 1959, Warszawa 2007). Był autorem wstępu do opracowanej przez Józefa Mackiewicza dokumentalnej monografii zbrodni katyńskiej – Zbrodnia katyńska w świetle dokumentów (I wyd. Londyn 1948), wielokrotnie wznawianej na emigracji, w kraju w wydawnictwach podziemnych, natomiast oficjalnie po 1989. Napisał również książkę Klęska Hitlera w Rosji 1941–1945 (I wydanie Londyn 1952, II wydanie Londyn 1972, III wydanie Londyn 1997).

## Upamiętnienie
Postać generała Andersa pojawia się w filmach Do krwi ostatniej... (1978) w reż. Jerzego Hoffmana (gdzie w postać generała wcielił się Marek Walczewski), Katastrofa w Gibraltarze (1984) w reż. Bohdana Poręby (zagrał go Arkadiusz Bazak) i w filmie Czerwone maki (2024) w reżyserii Krzysztofa Łukaszewicza, w którym generała Andersa zagrał Michał Żurawski.
Po 1990 jego imię nadano ulicom i placom kilku polskich miast – m.in. w Krakowie, w Nowej Hucie znajduje się aleja jego imienia, w Braniewie rondo, a w Gnieźnie park. Po 1990 rada miejska Wrocławia uchwaliła nowe nazwy Wzgórze Andersa dla sztucznego wzniesienia utworzonego w 1945 z gruzów zburzonych we Wrocławiu domów oraz Plac Generała Władysława Andersa dla placu otaczającego wzgórze. 9 października 1993 jednemu z parków we Wrocławiu nadano nazwę Park Generała Władysława Andersa. Nazwa parku obowiązuje na podstawie § 1 pkt 21 uchwały nr LXXI/454/93 Rady Miejskiej Wrocławia z dnia 9 października 1993 roku w sprawie nazw parków i terenów leśnych istniejących we Wrocławiu. Jego imię noszą też jednostki Wojska Polskiego oraz liczne szkoły (m.in. Liceum Ogólnokształcące im. gen. Władysława Andersa w Lesku, XXI Liceum Ogólnokształcące, Technikum Budowlane nr 1 w Poznaniu oraz Zespół Szkół im. gen. Władysława Andersa w Częstochowie) i kilka struktur organizacyjnych ZHP i ZHR.
W 1991 został wybity medal z podobizną gen. Władysława Andersa o treści Powstanie Armii Polskiej w ZSRR 1941–1991, wydany przez Mennicę Państwową, a zaprojektowany przez Hannę Jelonek. W 2002 Narodowy Bank Polski wydał monety kolekcjonerskie z wizerunkiem Władysława Andersa.
Uchwałą z 20 grudnia 2006 Senat RP zdecydował o ustanowieniu roku 2007 rokiem Władysława Andersa.

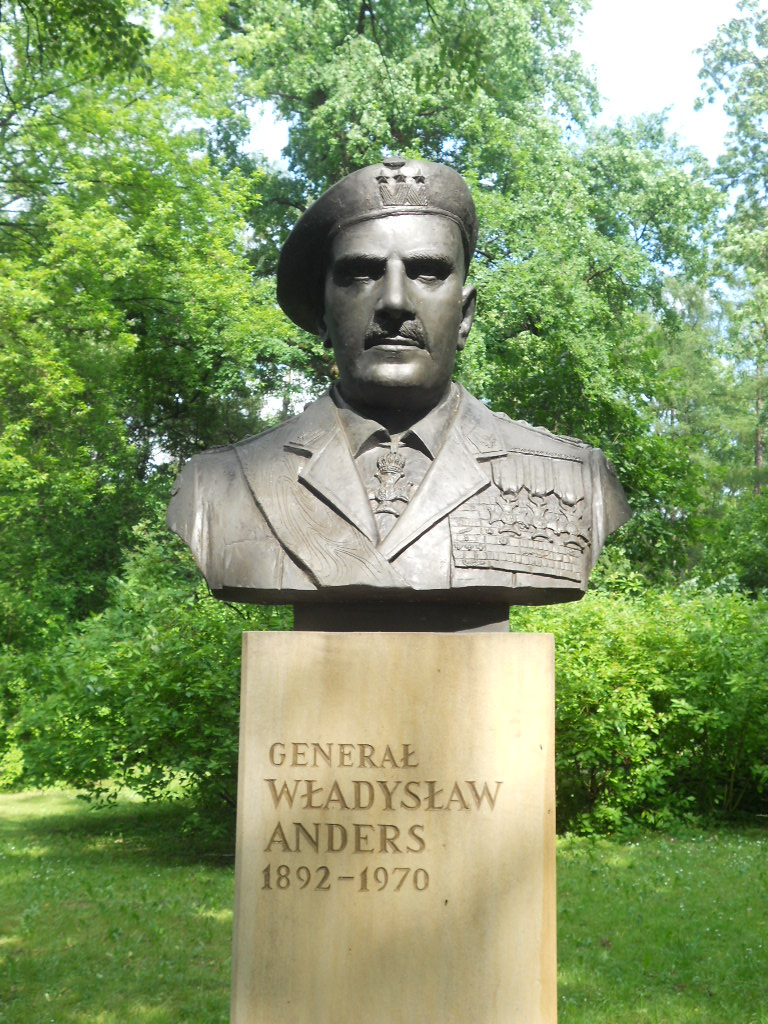
Pomnik Władysława Andersa w krakowskim Parku Jordana

Władysław Anders upamiętniony został w ramach projektu „słynni Polacy XX w.” popiersiem autorstwa Wojciecha Sieka, które stoi w parku im. Henryka Jordana w Krakowie (III.7) – odsłonięcie 18 maja 2007. Dla upamiętnienia generała został nazwany wóz bojowy „Anders” z 2010.

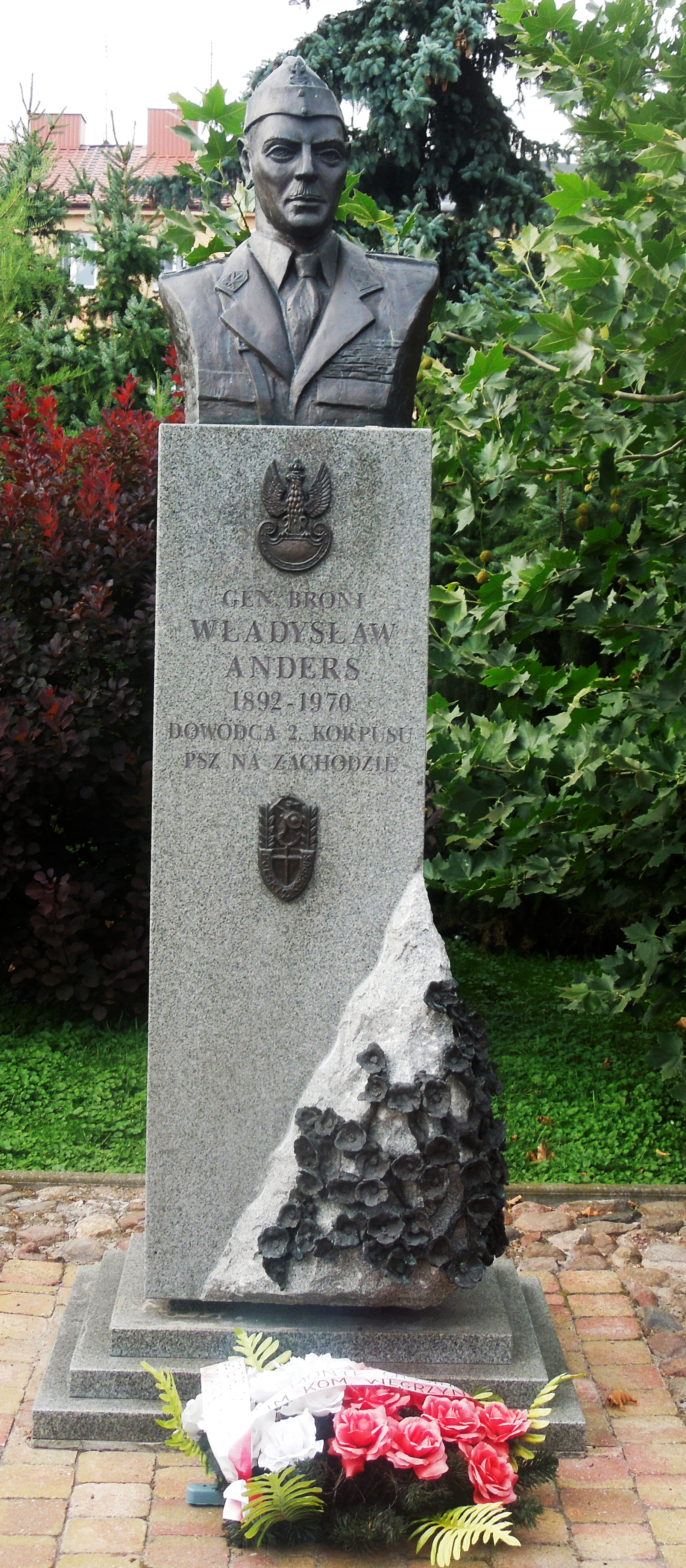
Pomnik Władysława Andersa w Krośniewicach

 29 kwietnia 2013 w Krośniewicach odsłonięto pomnik gen. Andersa, autorstwa rzeźbiarza Roberta Sobocińskiego. Honorowym gościem uroczystości była córka generała, Anna Maria Anders.

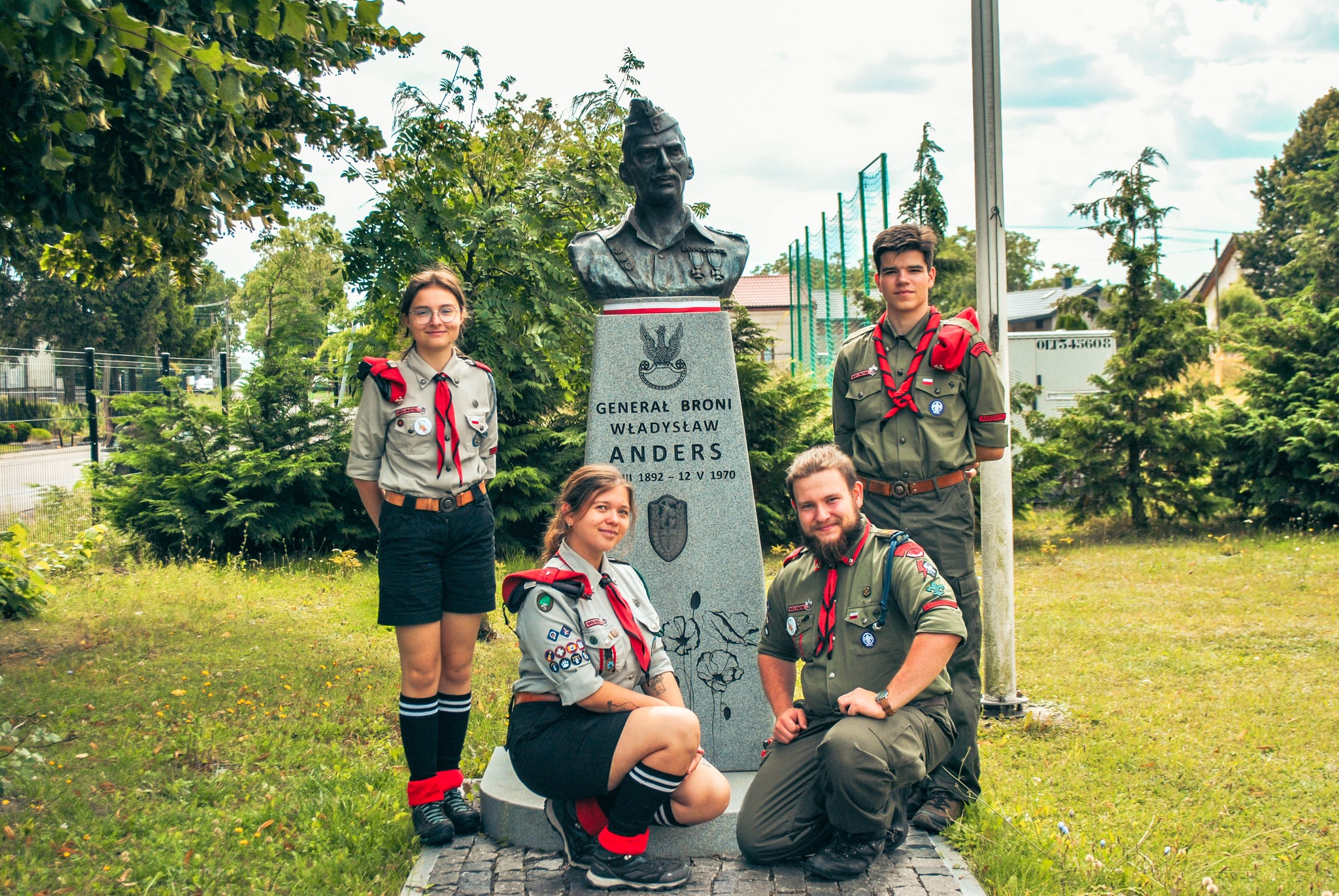
Polscy harcerze pod pomnikiem generała Andersa w Nowem w 131. rocznicę urodzin generała

25 czerwca 2021 r. w Szkole Podstawowej im. gen. Władysława Andersa we wsi Nowe (województwo łódzkie) odbyło się uroczyste odsłonięcie i poświęcenie pomnika gen. Władysława Andersa, sfinansowanego przez Biuro Upamiętniania Walk i Męczeństwa Instytutu Pamięci Narodowej.
23 września 2021 w Imoli we Włoszech odsłonięto pomnik gen. Andersa, którego autorem jest artysta rzeźbiarz Luigi Enzo Mattei. W uroczystości odsłonięcia wzięli udział szef Urzędu do Spraw Kombatantów i Osób Represjonowanych Jan Józef Kasprzyk i ambasador RP we Włoszech Anna Maria Anders, córka Władysława Andersa.
W 2023 roku z inicjatywy Wołyńskiego Klubu Automobilowego rada miasta Łucka w porozumieniu z tamtejszym Konsulatem Generalnym RP nadała imię gen. Andersa skwerowi przy ul. Kowelskiej. Anders był w okresie międzywojennym członkiem zarządu głównego Wołyńskiego Klubu Automobilowego.
Filmy dokumentalne
- Generał Anders i jego armia (1987), scenariusz i reżyseria: Witold Zadrowski
- Bo wolność krzyżami się mierzy … Generał Anders (1989), scenariusz i reżyseria: Krzysztof Szmagier
- Generał Polskich nadziei … (Władysław Anders 1892–1970) (2007) – dwuczęściowy film dokumentalny, reżyseria: Hanna Kramarczuk i Leszek Wiśniewski, scenariusz: Jan Tarczyński (także pomysłodawca), Tadeusz Kondracki. W postać generała wcielili się Robert Jarociński i Jan Machulski.
- Ułani Andersa 1939–1948 (2009), scenariusz i reżyseria: Janusz Sidor

## Literatura, Linki zewnętrzne
- Piotr Wieslaw Grajda: „Generalowa w randze Kaprala…” – O generale Andersie opowiada żona, Irena Anders, Londyn, maj 1989.
- Generał broni Władysław Anders. Wybór pism i rozkazów, pod red. Bogusława Polaka, Warszawa 2009, Wydawnictwa Uniwersytetu Warszawskiego, ISBN 978-83-235-0546-4.
- Andrzej Nieuważny, Aleksiej Wasiliew: Gen. Anders w służbie cara. WIEM – Portal Wiedzy, 17 sierpnia 2009. [dostęp 2009-08-19]. (pol.).
- Władysław Anders na zdjęciach w bazie Filmoteki Narodowej „Fototeka”.
- Wystawa cyfrowa Muzeum Historii Polski o generale Andersie.